# Tökmagköpesztés
A tökmagköpesztés, vagyis a szárított tökmag héjától való megfosztása egykor fontos fázisa volt Magyarországon a tökmagolaj előállításának. A tökmagolaj a keresztény vallás egyre nagyobb térnyerése következtében a 17. századtól egyre jobban elterjedt, hiszen  a böjti napokban a húsmentes ételek elkészítése minden hívő számára nagyon fontossá vált.  Régen a takarmánytöknek, marhatöknek a héjas magjából készült a tökmagolaj, ezért kézzel köpesztették
a magot.
A tökmagolaj előállításához ki kell szedni a tökmagokat a termésből, majd ezeket meg kell tisztítani és szárítani. Ezt követően – mivel héj nélküli a tökmag, további hántolást nem igényel – dolgozzák fel olajnak. Az 1990-es évektől a Muravidéken is elterjedt a magángazdaságokban  héj nélküli tökmagfajtáknak a kifejezetten  tökmagolaj készítése céljából való termesztése. Ezzel a tökmagköpesztés hagyományos eljárásai feleslegessé váltak.
Ma már héjnélküli tökmagot használnak, amit nem kell köpeszteni, vagyis nem kell a tökmag héját eltávolítani.

## A tökmagköpesztés hagyománya
A héj nélküli tökmagfajták megjelenése előtt a tökmagolajat a  hagyományos, az állatok takarmányozására használt úgynevezett disznótök magjából préselték. A tököt előbb kimagozták, majd a magot pedig megszárították és félretették. Az ily módon  összegyűjtött tökmag köpesztését, vagyis a héjától való megfosztását az újévi ünnepek után kezdték meg.
Azokat a munkákat, amelyeket nem vállalt el sem a sajtolóműhely, sem az az olajmalom, a saját háztartásukban végezték el az olajkészíttetők.  Tökmagnál ilyen külön feladat volt a magnak héjából való kifejtése, ami gyakran szomszédsági segítséggel végzett kézi munka volt. A tökmagköpesztést a hosszú téli estéken végezték; olyan népszerű közösségi munkának számított, amellyel igyekeztek húshagyókeddre végezni és vitték a malomba, annak érdekében, hogy húsvétra már friss tökmagolajhoz jussanak.